# Jorrel Hato
Jorrel Hato (Róterdam, 7 de marzo de 2006) es un futbolista neerlandés que juega de defensa en el Chelsea F. C. de la Premier League.

## Primeros años
Nacido en Róterdam, pasó del club de su ciudad natal Sparta de Róterdam al Ajax en 2018.

## Trayectoria
En marzo de 2022 firmó un contrato que le mantiene en el Ajax hasta julio de 2025, a pesar del interés de otros clubes europeos.
Como capitán del equipo juvenil del Ajax en la Liga Juvenil de la UEFA, Hato marcó un gol en solitario en el minuto 87, corriendo desde el centro de la zaga, que supuso el empate a uno contra el Nápoles en octubre de 2022.
El 4 de noviembre de 2022 fue incluido por primera vez en la lista de convocados del Jong Ajax para un partido de la Eerste Divisie contra el FC Dordrecht y debutó como suplente en la segunda parte.

## Selección nacional
Nacido en los Países Bajos, es de ascendencia curazoleña. En noviembre de 2021 fue incluido en la selección sub-16 de los Países Bajos. En 2022 se convirtió en capitán de la selección neerlandesa sub-16.
El 21 de noviembre de 2023 hizo su debut con la selección absoluta de los Países Bajos tras jugar la segunda parte del último partido de clasificación para la Eurocopa 2024 ante Gibraltar.

## Estadísticas

### Clubes
Actualizado al último partido disputado el 18 de mayo de 2025.
| Club                             | Div.          | Temporada     | Liga  | Liga  | Liga   | Copas nacionales | Copas nacionales | Copas nacionales | Copas internacionales | Copas internacionales | Copas internacionales | Total | Total | Total  |
| Club                             | Div.          | Temporada     | Part. | Goles | Asist. | Part.            | Goles            | Asist.           | Part.                 | Goles                 | Asist.                | Part. | Goles | Asist. |
| -------------------------------- | ------------- | ------------- | ----- | ----- | ------ | ---------------- | ---------------- | ---------------- | --------------------- | --------------------- | --------------------- | ----- | ----- | ------ |
| Jong Ajax · Países Bajos         | 2.ª           | 2022-23       | 13    | 1     | 0      | —                | —                | —                | —                     | —                     | —                     | 13    | 1     | 0      |
| Jong Ajax · Países Bajos         | Total club    | Total club    | 13    | 1     | 0      | 0                | 0                | 0                | 0                     | 0                     | 0                     | 13    | 1     | 0      |
| Ajax de Ámsterdam · Países Bajos | 1.ª           | 2022-23       | 11    | 0     | 0      | 4                | 0                | 0                | 0                     | 0                     | 0                     | 15    | 0     | 0      |
| Ajax de Ámsterdam · Países Bajos | 1.ª           | 2023-24       | 33    | 1     | 2      | 1                | 0                | 0                | 12                    | 0                     | 1                     | 46    | 1     | 3      |
| Ajax de Ámsterdam · Países Bajos | 1.ª           | 2024-25       | 31    | 2     | 6      | 2                | 0                | 0                | 17                    | 1                     | 0                     | 50    | 3     | 6      |
| Ajax de Ámsterdam · Países Bajos | Total club    | Total club    | 75    | 3     | 8      | 7                | 0                | 0                | 29                    | 1                     | 1                     | 111   | 4     | 9      |
| Total carrera                    | Total carrera | Total carrera | 88    | 4     | 8      | 7                | 0                | 0                | 29                    | 1                     | 1                     | 124   | 5     | 9      |